# 克劳斯·阿克曼
克劳斯·阿克曼（1946年3月20日出生于哈姆）是一名退役德国足球运动员。他曾效力于德甲联赛球队门兴格拉德巴赫、凯泽斯劳滕和多特蒙德。